# 3-Hexyn
3-Hexyn er en organisk forbindelse med formlen C2H5CCC2H5. Det er en farveløs væske, og er den mest almindelige af de tre hexynisomerer. Sammen med 2-butyn og diphenylacetylen benyttes den som en reference-acetylenlignende ligand i organometalisk kemi. 3-Hexyn er nyttig, fordi dens 1H NMR-signaler for methylengrupperne giver stereokemiske oplysninger i oktaedriske komplekser.
| Kemi | Spire Denne artikel om kemi er en spire som bør udbygges. Du er velkommen til at hjælpe Wikipedia ved at udvide den. |